# 牛越橋
牛越橋（うしごえばし）は、宮城県仙台市青葉区にある橋で、広瀬川に架かる。市道三居沢道線を通し、川内地区と国道48号を結ぶ位置にある。長さ134.6メートル、幅8.9メートル。

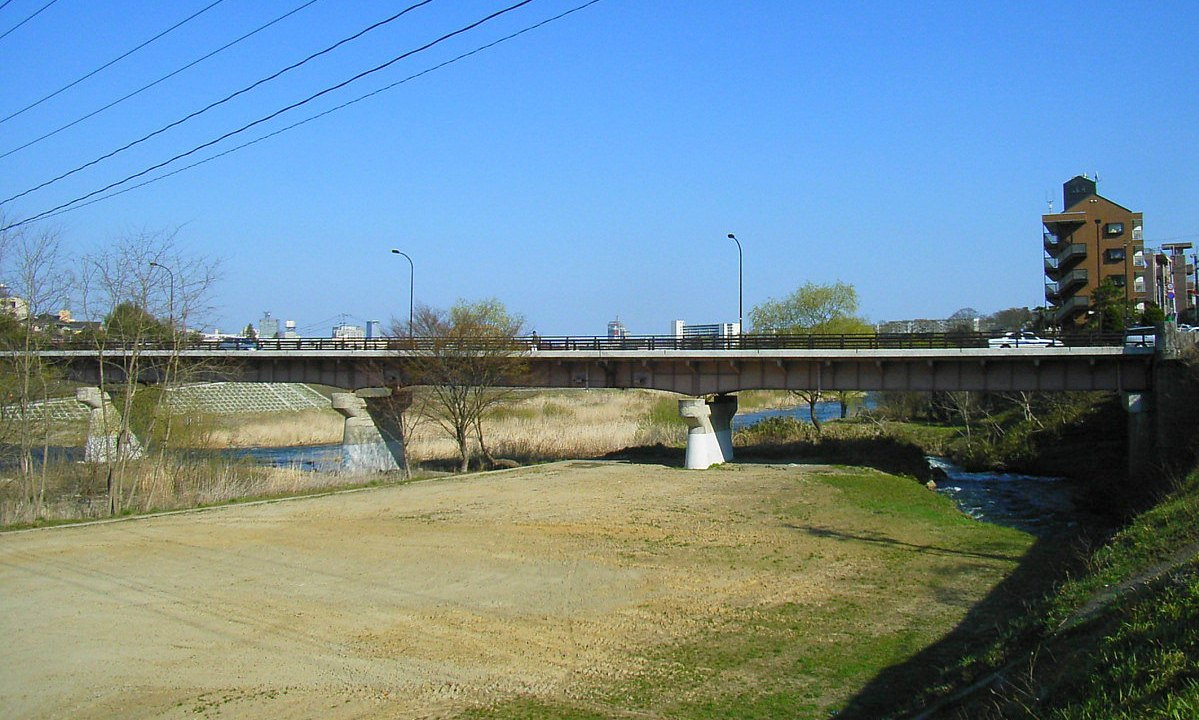
右岸上流側から見た橋（2005年4月）

## 概要

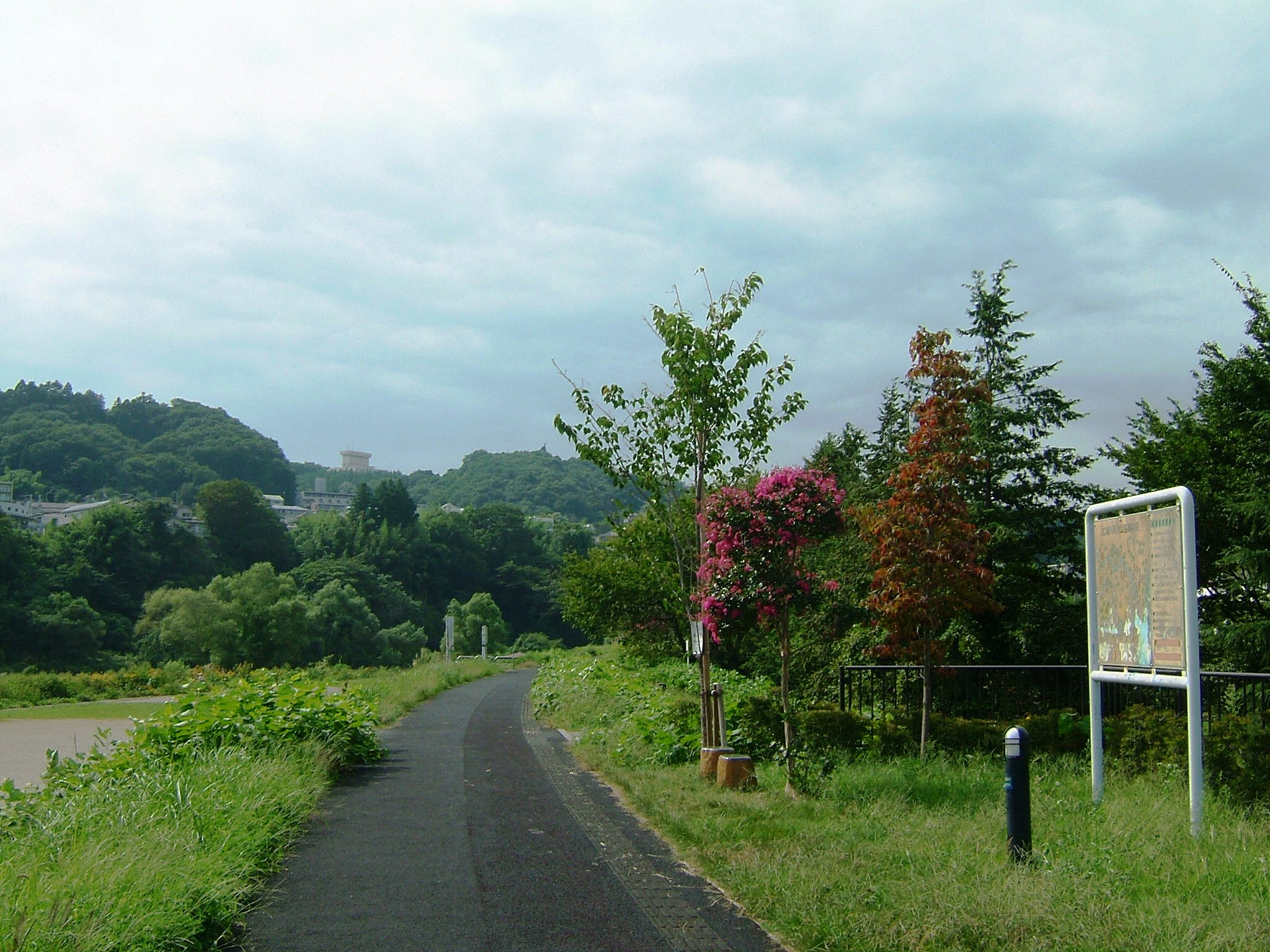
澱橋から牛越橋に至る遊歩道（2005年9月）

住所地名では、左岸が角五郎2丁目と八幡5丁目、右岸が川内三十人町と荒巻である。より細かく分けると、左岸が滝前丁（あるいは滝町）、右岸が三居沢となる。滝前は鶏沢が作る滝の（仙台側からみて）手前にあることからつけられたとも、対岸の三居沢の滝からともいう。鶏沢、三居沢はともに広瀬川に流れ込む小さな支流である。
仙台城は広瀬川右岸にあり、北と東の守りを広瀬川に託すが、直接川に接してはいない。間にある段丘と河原に家臣の屋敷をおいて外郭防衛線とし、この地区を川内と呼んだ。牛越橋は川内の西の端に位置する。さらに西は三居沢で、山が川に迫るため行き止まりとなる。先に進むには、牛越橋を通って左岸（北）に出なければならない。橋から北に約300メートルで国道48号（作並街道）に通じる道が滝前丁である。
牛越橋付近の河原は、仙台市における芋煮会の場所として人気があり、秋には多くのグループが見られる。

## 歴史

### 牛越渡し
牛越橋の位置には江戸時代に牛越渡し（牛越渡戸）があった。名の由来は、仙台城の石垣に用いる石を国見や大石原で切り出し、牛に曳かせてこの地点で広瀬川を渡らせたためと伝えられる。城から少々離れていたため橋は架けられなかったが、江戸時代を通じて渡し場として利用されていた。城から見て対岸には大崎八幡宮の門前町があって、仙台城下の北西の端にあたった。

### 1905年の橋
1905年（明治38年）11月に煉瓦作りの橋が架けられ、宮城紡績電灯会社の工場と三居沢発電所の従業員が通勤に利用した。1913年（大正2年）8月に台風で流された。
この後は吊り橋や木橋が架けられたが、大水による破損や流失が続いた。吊橋時代には、橋からは子供たちが川に飛び込んで遊んだという。1954年の架け替え前の木橋は、幅6メートルあった。

### 1954年の橋
1954年（昭和29年）5月、4589万8000円をかけて鉄筋コンクリートの橋脚を持つ鋼ゲルバー橋が架けられ、両側の道も拡幅された。これが2009年現在ある牛越橋である。三居沢には第二次世界大戦後に三居沢動物園が設けられ、後に三居沢交通公園に変わった。三居沢発電所は2005年現在も稼働し、その関連機器は2008年に機械遺産26番に認定された。